# Јауско језеро
Јауско језеро (рус. Яузское водохранилище) вештачко је језеро у европском делу Русије, смештено у североисточном делу Смоленске области на територији Гагаринског рејона. Настало је преграђивањем реке Јаузе (десне притоке Вазузе) 1978. године. 
Део је Вазуског хидросистема, а његове воде користе се за водоснабдевање Москве.

## Физичке карактеристике
Језеро је настало преграђивањем корита реке Јаузе, као део пројекта за решење проблема водоснабдевања Москве. Брана се налази на око 3 км северно од села Карманово, дугачка је 910 метара, а препуст се налази на висини од 22 метра. Заједно са Вазуским и Верхњерушким језером део је Вазуског хидросистема. 
Површина акумулације је 51 км², а запремина 0,2903 км³. Максимална дужина језера је до 25 км, ширина до 4 километра, а највећа дубина је до 25 метара (просечна дубина 4,5 метара). Укупна дужина обалске линије је 210 км. 